# Arto Saari
Arto Saari, född 9 november 1981 i Seinäjoki, är en finsk, professionell skateboardåkare, bosatt i USA. Han blev 2001 utsedd till årets skateboardåkare av tidskriften Thrasher Magazine och anses vara en av världens främsta "street skaters" även han har haft mycket inflytande på dagens streetskating, han var en av de första som verkligen började skata nerför stora trappor och räcken.
Han har fulla delar i és-filmen "menikmati" och flips filmer "sorry" och "really sorry" där han även har den prestigefyllda sista delen. Han finns även i Thrashers film "Thirteen years in the making".